# Стефан Чарнецький
Сте́фан Чарне́цький гербу Лодзя (пол. Stefan Czarniecki, 1599 — 16 лютого 1665) — один із відомих полководців Речі Посполитої 17 століття. За українськими джерелами походив зі середньої шляхти  полонізованого українського роду. Згаданий у національному гімні Польщі «Jeszcze Polska nie zginęła». Відомий жорстокими розправами над українцями та, ймовірно, наругою над похованням гетьмана Богдана Хмельницького. За деякими даними, внаслідок винищувальної діяльності С. Чарнецького спільно з татарською ордою, у 1655 році на Східному Поділлі було вбито коло 100 000 цивільних українських жителів.

## Біографія
Народився в родовому помісті Чарнца в місті Влощова на півдні Польщі в сім'ї королівського дворянина, середньозаможного шляхтича Кшиштофа Чарнецького. Був одним з 10-ти його синів.
Обрав військову кар'єру, закінчив тільки середні школи. Опановував військове мистецтво в кавалерійському корпусі, правдоподібно, під опікою старшого брата Павела. В 18 років став офіцером.
Брав участь у Хотинській битві, яка поклала край війні 1620—1621 років. Потім служив під проводом гетьмана Станіслава Конєцпольського і брав участь в походах проти кримських татар в 1624 році, зокрема в битві під Мартиновим. Також отримав досвід в війні зі Шведським королівством та Смоленській війні проти Московщини. В 1637 брав участь у придушенні повстання Павлюка (Кумейківська битва). В 1644 разом з Конєцпольським брав участь в битві під Охматовим, в якій Річ Посполита завдала тяжкої поразки кримському хану Тугай-бею.
З 1648 року учасник боротьби проти повстання Хмельницького; у битві під Жовтими Водами (1648) потрапив у татарський, а потім козацький полон. Повернувшися з полону у 1649 році, брав участь у боях під Зборовом (1649), Берестечком (1651) і битві під Батогом (1652). В останній він ледве уникнув смерті, сховавшись в стозі сіна і спостерігав розправу над декількома тисячами поляків. Внаслідок цього він завжди дотримувався думки, що ніякі компроміси з козаками неможливі. 1653 — зазнав поразки на Поділлі від козацьких військ під проводом Івана Богуна. Вирізав усіх жителів селища Погребище (чоловіків, жінок і дітей) 1653 напавши під час ярмарку.
З 1655 року керував польським військом у боротьбі зі шведами короля Карла X, і Юрія II Ракоція, Чарнецький «відзначився» при обороні Кракова, без бою здавши 17 жовтня місто шведам. Він організував партизанську війну, яка виявилася ефективним засобом боротьби проти шведів. Чарнецький уникав відкритого бою, але завдав шведам кілька поразок, зокрема при Ярославі та Козеніце (400 кавалеристів розбило 100 піхотинців шведів) в 1656 році, однак і сам був розбитий невеликим шведським загоном у Хойніце. Однак, організоване під його керівництвом народне повстання проти шведів закінчилося успіхом. Завдяки Чарнецькому король Ян II Казимир зміг повернутися із заслання і знову стати на чолі держави.
Після відходу шведів з Польщі та укладення союзу з Данією і підписання Оливського миру, війна була спинена. Чарнецький був переведений на східний кордон Речі Посполитої, де йшла війна з Московщиною. У 1660 році командував польськими загонами в битвах під Полонкою і на річці Басьо.
На початку 1661 року польський сейм публічно відзначив заслуги Чарнецького. Взимку 1662-1663 років брав участь в засіданнях Сенату у Львові. В 1663 році мав битву з військом І. Брюховецького.
Король Ян II Казимир наділив Чарнецького титулами і багатствами, хоча Чарнецького звинувачували у збагаченні зі здобутих трофеїв, викупів за полонених, збирання контрибуції з міщан Кракова перед здачею шведам. Тільки в 1665 році був призначений польним гетьманом коронним.
Після взяття Суботова наказав віддати міщан татарам. За його власними словами замордував понад 100 тисяч мирного населення України.
У ролі військового радника короля Яна II Казимира керував безрезультатною облогою Глухова у січні – лютому 1664 року.
Загинув від вогнепальної рани через 6 тижнів після цього призначення при облозі Ставищ, в яких після взяття він наказав вирізати всіх жителів. Тоді разом з дітьми було знищено коло 16 000 осіб.

## Випадок з похованням Богдана Хмельницького
За однією з версій, після знищення військами під його проводом Суботова наказав витягнути тіла Богдана Хмельницького та його сина Тимоша з родинної гробниці, спалити, попіл зарядити у гармату та вистрелити.

## Посади
Каштелян київський (1652), староста: канівський (до 1663), ковельский (1655), ратненський, тикоцинський (1659), реґіментар (1656), воєвода руський (з 1657 року), староста воєвода київський (1664), польний гетьман коронний (1665).

## Портрети

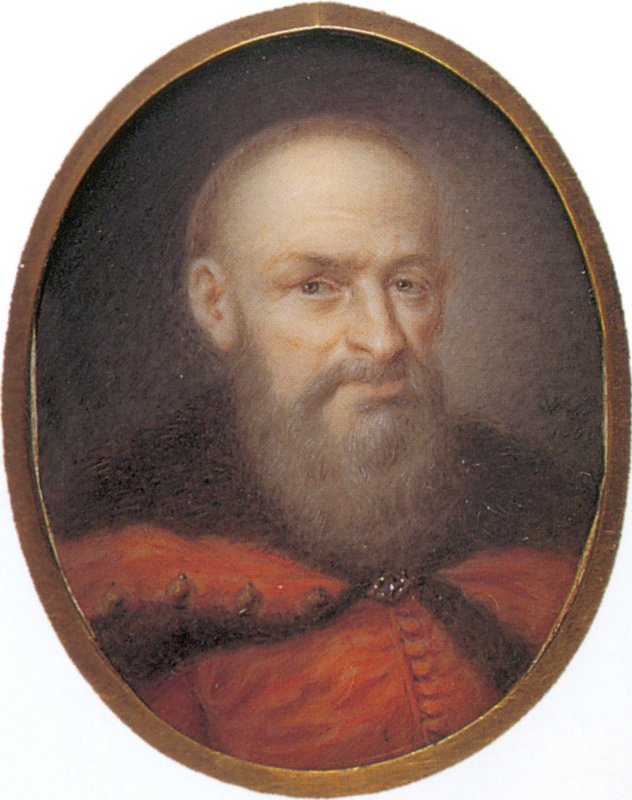
Стефан Чарнецький, 1798
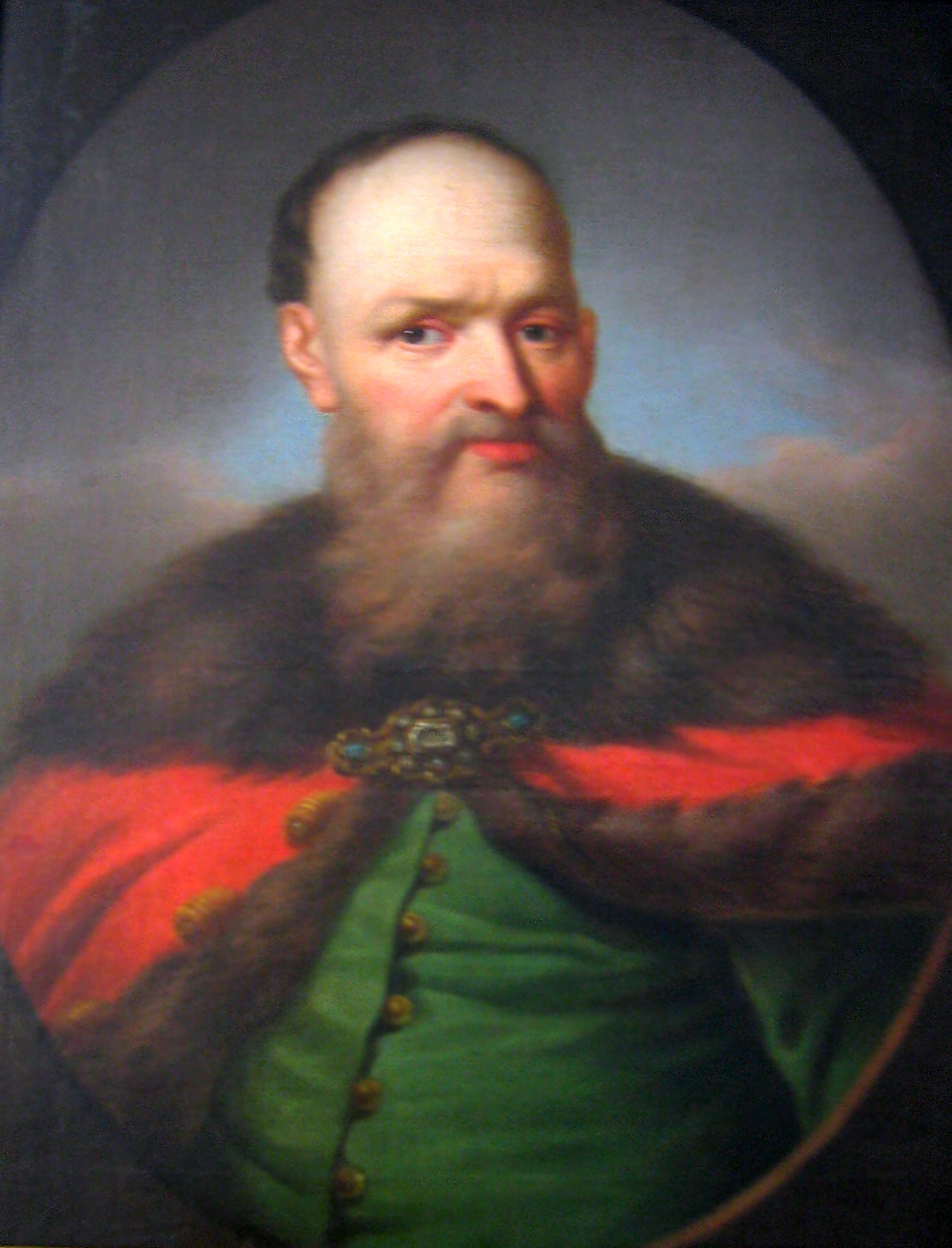
Стефан Чарнецький, Невідомий художник XIX століття
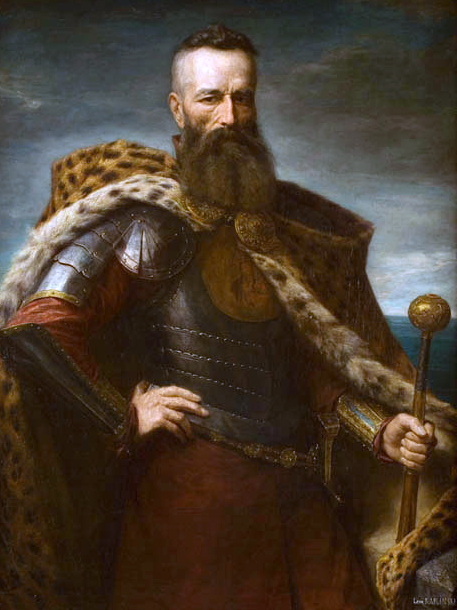
Стефан Чарнецький, портрет пензля Леона Каплінського 1863